# Calle de la Veracruz
La calle de la Veracruz es una vía pública de la ciudad española de Segovia.

## Descripción
La vía, que debe el título a la iglesia de la Vera Cruz, nace de la calle de San Marcos y discurre hasta llegar a la Real Baja. Aparece descrita en Las calles de Segovia (1918) de Mariano Sáez y Romero con las siguientes palabras:

Veracruz.—Sube desde la calle de San Marcos, enfrente del fielato de consumos, hacia el campo. A su lado izquierdo marcha la carretera que por Zamarramala llega a San Medel. A poco de subir la cuesta se destaca este original templo de Veracruz, uno de los más extraños e interesantes de Segovia.
(Sáez y Romero, 1918, pp. 191-192)